# Mikiah Brisco
Mikiah Brisco, née le 14 juillet 1996 à Baton Rouge, est une athlète américaine, spécialiste des épreuves de sprint. 

## Biographie
En 2022, elle remporte la médaille d'argent du 60 mètres lors des Championnats du monde en salle de Belgrade.

## Palmarès
| Date | Compétition                    | Lieu     | Résultat | Épreuve | Marque |
| ---- | ------------------------------ | -------- | -------- | ------- | ------ |
| 2022 | Championnats du monde en salle | Belgrade | 2e       | 60 m    | 6 s 99 |
| 2024 | Championnats du monde en salle | Glasgow  | 5e       | 60 m    | 7 s 08 |

## Records
| Épreuve | Résultat | Lieu     | Date         |
| ------- | -------- | -------- | ------------ |
| 60 m    | 6 s 99   | Belgrade | 18 mars 2022 |
| 100 m   | 10 s 96  | Eugene   | 10 juin 2017 |